# Reattore nucleare ad acqua pesante
Il reattore nucleare ad acqua pesante (sigla HWR, dall'inglese Heavy Water Reactor) è un tipo di reattore nucleare che utilizza l'acqua pesante come moderatore di neutroni. L'acqua pesante (D2O) è semplicemente acqua che ha il Deuterio (2° isotopo dell'idrogeno con un neutrone) al posto del Prozio (1° isotopo privo di neutrone, il Trizio 3° isotopo ne ha 2 ed è radioattivo), che di fatto è l'idrogeno più diffuso.
I reattori nucleari ad acqua pesante si dividono in:
- PHWR (pressurizzati), che sono quelli attualmente utilizzati dall'Argentina, in molte centrali dell'India e nella filiera canadese CANDU.
- HBWR (ad acqua bollente), più economici da costruire rispetto ai precedenti, hanno avuto incidenti, in quanto possiedono un coefficiente positivo di potenza (caratteristica comune al reattore RBMK di Černobyl') che li rende instabili:
  - Gentilly, reattore prototipo della filiera CANDU-BWR, (moderatore ad acqua pesante e refrigerante ad acqua naturale) soggetto a molteplici interruzioni e guasti a catena, fino ad un incidente che impose la chiusura definitiva nel 1973.
  - CIRENE, reattore sperimentale italiano ad acqua pesante "a nebbia", mai completato.

## Caratteristiche
I neutroni in una reazione nucleare che utilizza l'uranio devono essere rallentati ("moderati") in modo che sia più probabile scindere altri atomi di uranio e così ottenere il rilascio di una cascata di ulteriori neutroni per operare la fissione di altri atomi. L'acqua leggera può essere utilizzata a questo scopo, come nel reattore nucleare ad acqua leggera, ma dal momento che la H2O assorbe i neutroni per diventare D2O, diminuisce il numero di neutroni in grado di avviare le reazioni di fissione e diventa indispensabile arricchire l'uranio per raggiungere la massa critica che consente lo svolgersi della reazione di fissione nucleare controllata. Questo procedimento di arricchimento (insito nei reattori ad acqua leggera) porta al problema della possibile proliferazione nucleare, perché una filiera di arricchimento Uranio può arrivare a generare dosi di Uranio arricchito fino al 90%, e rendere accessibile a tale nazione utilizzatrice la bomba nucleare.
I sostenitori dei reattori nucleari ad acqua pesante suggeriscono che dal momento che questi reattori possono essere alimentati da uranio non arricchito esiste un rischio molto minore di proliferazione nucleare, dal momento che una volta che un paese ha questo tipo di reattori, necessita soltanto di uranio della stessa concentrazione isotopica che si trova in natura. Per questa ragione, viene bypassata la vigilanza delle istituzioni internazionali che monitorano l'arricchimento dell'uranio. Rimane comunque la possibilità di controllare un eventuale riprocessamento del combustibile spento dei reattori HWR, che non avrebbe altra giustificazione se non l'estrazione di buone quantità di plutonio ad uso bellico (se si utilizza l'uranio).
Anche se non è indispensabile l'arricchimento dell'uranio, i reattori ad acqua pesante producono più plutonio (frutto dell'assorbimento di neutroni termici da parte dell'uranio) e trizio (frutto dell'assorbimento di un neutrone da parte del deuterio) che sono prodotti in quantità molto minori nei normali reattori ad acqua leggera (ad eccezione di quelli moderati a grafite e refrigerati ad acqua).
Sia il plutonio che il trizio sono sostanze radioattive pericolose, utilizzate nella produzione delle armi nucleari avanzate che si avvalgono della fissione per implosione del plutonio, della fissione "boosted", e nella bomba al neutrone, come anche nello stadio primario delle armi termonucleari. Collocando un mantello esterno di litio che circonda il reattore nucleare, si può ottenere litio-7 utilizzabile come deuteruro di litio per lo stadio secondario della bomba termonucleare.
L'India, uno dei maggiori utilizzatori dei reattori ad acqua pesante, produsse il plutonio utilizzato nella Operazione Smiling Buddha (il suo primo test nucleare) estraendolo dal combustibile esausto proveniente da un reattore ad acqua pesante noto come "CIRUS".

## Vantaggi

### Utilizzo dell'Uranio non arricchito
I reattori ad acqua pesante possono utilizzare uranio naturale, oppure uranio debolmente arricchito (concentrazione di U-235 del 1-1,5%).

### Utilizzo dell'uranio "spento"
Nei CANDU è stato anche testato l'utilizzo dell'"uranio spento" (mescolato a plutonio e ad altre scorie radioattive) proveniente da barre di combustibile esaurito da altri reattori nucleari (senza riprocessamento chimico, tramite il ciclo DUPIC).